# Ahmed Hill
Ahmed Hill (Fort Valley, Georgia; 21 de marzo de 1995) es un jugador de baloncesto estadounidense que pertenece a la plantilla del Montreal Alliance de la CEBL. Con 1.96 metros de estatura, juega en la posición de escolta.

## Trayectoria deportiva

### Universidad
Jugó cuatro temporadas con los Hokies del Instituto Politécnico y Universidad Estatal de Virginia, en las que promedió 11,0 puntos, 3,4 rebotes y 1,2 asistencias por partido. Se perdió su segunda temporada por completo tras una grave lesión en la rodilla.

### Profesional
Tras no ser elegido en el Draft de la NBA de 2019, en julio firmó con Brooklyn Nets, con quienes disputó las Ligas de Verano de la NBA, participando en seis partidos, en los que promedió 6,8 puntos y 2,3 rebotes.
En el mes de septiembre firmó contrato con Charlotte Hornets para disputar la pretemporada, pero apenas fue utilizado en los cuatro partidos en los que intervino, siendo despedido en octubre. Posteriormente fichó por los Northern Arizona Suns de la NBA G League.
La temporada siguiente firmó con los Greensboro Swarm, también de la G League.
El 5 de diciembre de 2021, firma por el HydroTruck Radom de la Polska Liga Koszykówki.
El 5 de agosto de 2022, Childress firmó con el Medi Bayreuth de la Basketball Bundesliga.
El 15 de septiembre de 2023 firmó con el club griego Maroussi BC.